# シュテファン・ヌッツ
シュテファン・ヌッツ（ドイツ語: Stefan Nutz、1992年2月15日 - ）は、オーストリア・ユーデンブルク出身のサッカー選手。ポジションはMF。

## 経歴

### クラブ

#### オーストリア
FSCプェルスでサッカーを始める。2006年、グラーツァーAKのユースに移る。
2008-09シーズンはSKシュトゥルム・グラーツでプレーするが、再びグラーツァーAKに戻る。
2009-10シーズンの第16節、対USVアラーハイリゲン戦にてレギオナールリーガのデビューを飾る。
2012年、オーストリア・ブンデスリーガ2部(エアステリーガ)のSVグレーディヒに移籍。
オーストリア・カップ初戦のFCピンツガウ・ザールフェルデン戦でデビュー。2012-13シーズンにチームはリーグ優勝し、オーストリア・ブンデスリーガ1部昇格に大いに貢献し、さらに2014年U-21代表にも選ばれ、国際大会も経験する。
2015年、同オーストリア・ブンデスリーガ1部のSKラピード・ウィーンに移籍し、2015-16シーズン第3節のヴォルフスベルガーAC戦でブンデスリーガのデビューを果たす。
2016年8月、同オーストリア・ブンデスリーガ1部のSVリートと2017年6月までの契約を結び、移籍。
チームの降格後、2017-18シーズンはオーストリア・ブンデスリーガ1部のSCRアルタッハと2019年6月までの契約を結び、移籍。2018-19シーズン終了後、オーストリア・ブンデスリーガ2部(エアステリーガ)のSVリートに戻り、2020年のチーム昇格に貢献。
2021年4月22日、2023年6月30日までの契約延長が発表される。

## 人物
弟のゲラルド・ヌッツもサッカー選手。